# Penicillaria rothschildi
Penicillaria rothschildi là một loài bướm đêm trong họ Noctuidae.